# Remsen (Iowa)
Remsen és una població dels Estats Units a l'estat d'Iowa. Segons el cens del 2000 tenia 1.762 habitants.

## Demografia
Segons el cens del 2000, Remsen tenia 1.762 habitants, 671 habitatges, i 460 famílies. La densitat de població era de 641,8 habitants/km².
Dels 671 habitatges en un 34% hi vivien nens de menys de 18 anys, en un 59,3% hi vivien parelles casades, en un 6% dones solteres, i en un 31,4% no eren unitats familiars. En el 28,3% dels habitatges hi vivien persones soles el 17,9% de les quals corresponia a persones de 65 anys o més que vivien soles. El nombre mitjà de persones vivint en cada habitatge era de 2,53 i el nombre mitjà de persones que vivien en cada família era de 3,15.
Per edats la població es repartia de la següent manera: un 28,9% tenia menys de 18 anys, un 5,2% entre 18 i 24, un 24,3% entre 25 i 44, un 17,6% de 45 a 60 i un 24% 65 anys o més.
L'edat mediana era de 39 anys. Per cada 100 dones de 18 o més anys hi havia 86,5 homes.
La renda mediana per habitatge era de 37.950 $ i la renda mediana per família de 48.250 $. Els homes tenien una renda mediana de 32.841 $ mentre que les dones 21.094 $. La renda per capita de la població era de 17.465 $. Entorn del 3,3% de les famílies i el 5,7% de la població estaven per davall del llindar de pobresa.

## Poblacions més properes
El següent diagrama mostra les poblacions més properes.